# Седякбаш
Седякба́ш (баш. Сиҙәкбаш) — деревня в Бижбулякском районе Башкортостана, относится к Бижбулякскому сельсовету. Проживают чуваши.
С 2005 современный статус.

## История
Название происходит от названия речки баш. Сиҙәк и термина баш. баш ‘исток’.
Статус деревня, сельского населённого пункта, посёлок получил согласно Закону Республики Башкортостан от 20 июля 2005 года N 211-з «О внесении изменений в административно-территориальное устройство Республики Башкортостан в связи с образованием, объединением, упразднением и изменением статуса населенных пунктов, переносом административных центров», ст.1:

6. Изменить статус следующих населенных пунктов, установив тип поселения - деревня:
 
5)  в Бижбулякском районе:…

я2) поселка Седякбаш Бижбулякского сельсовета

## Географическое положение
Расстояние до:
- районного центра (Бижбуляк): 9 км,
- центра сельсовета (Бижбуляк): 9 км,
- ближайшей ж/д станции (Приютово): 39 км.

## Население
| 2002 | 2009 | 2010 |
| ---- | ---- | ---- |
| 474  | ↘457 | ↘428 |

Национальный состав
Согласно переписи 2002 года, преобладающая национальность — чуваши(91 %)

## Примечания

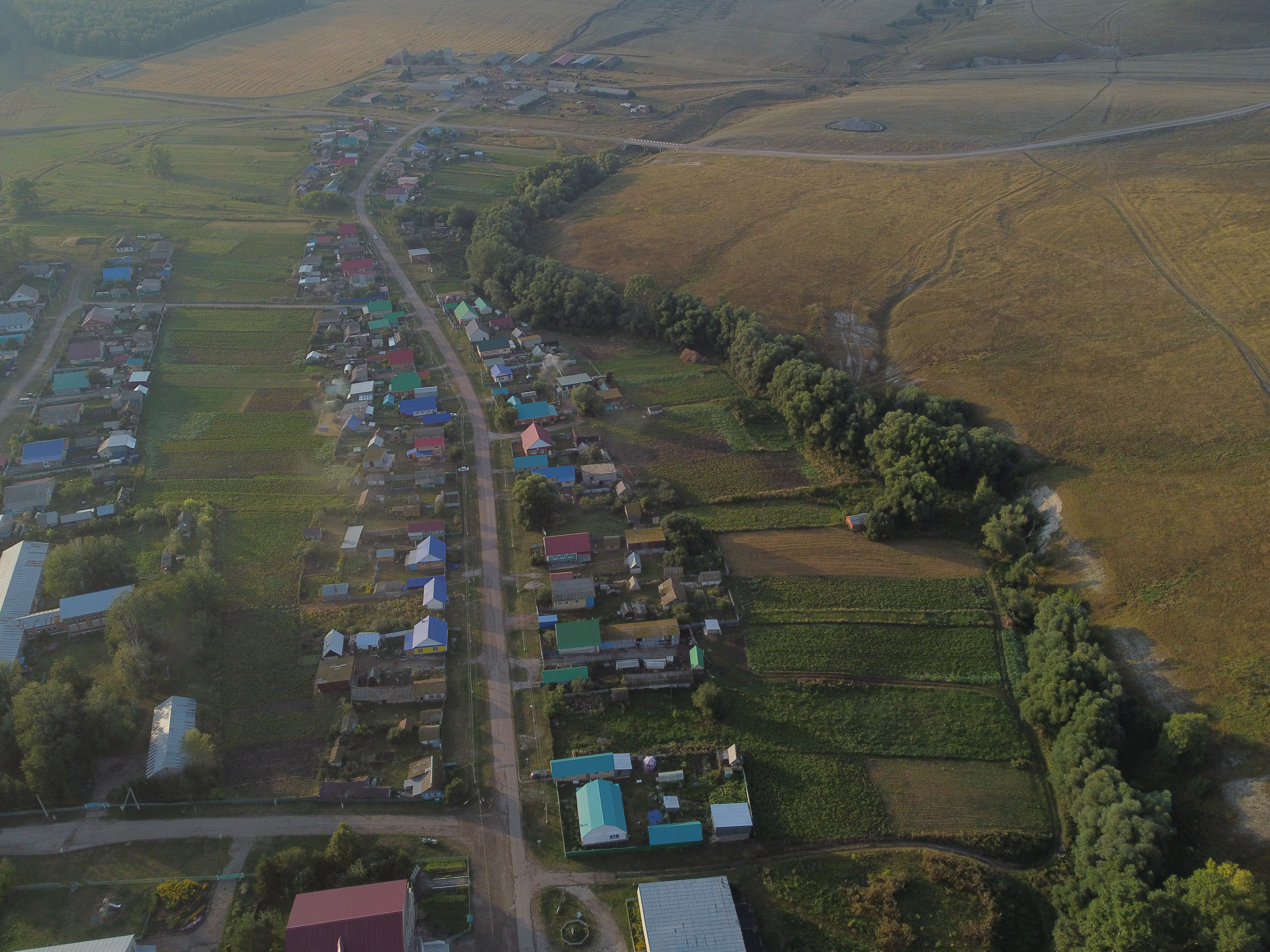
Седякбаш. Вид с высоты птичьего полета. Матвеев

## Ссылки

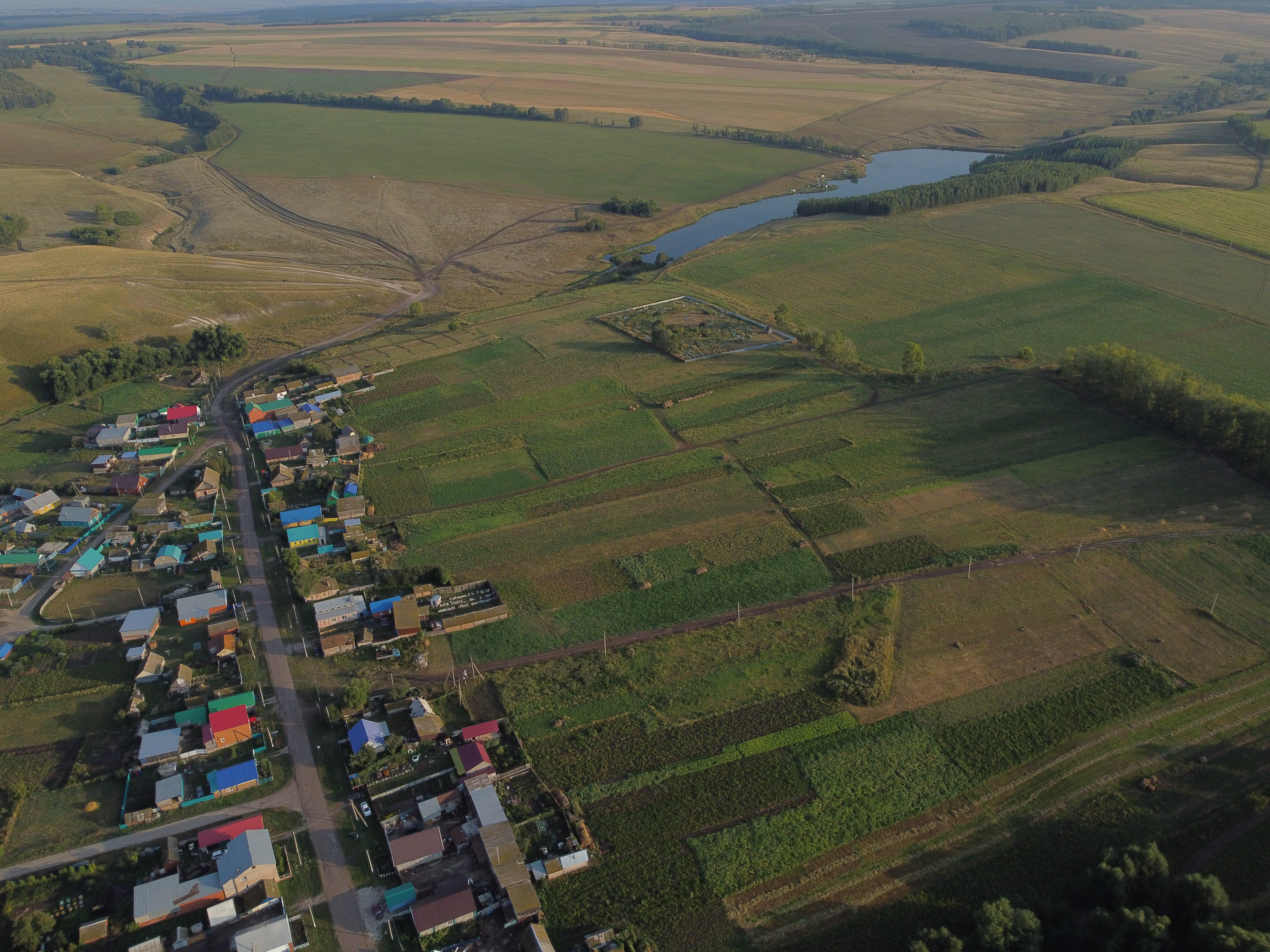
Седякбаш